# WONDER VISION
WONDER VISION（ワンダー・ビジョン）は、J-WAVEのラジオ番組。

## 概要
「ソーシャルデザイン」をキーワードに、「リスナーと共に世の中を良くするヒントを探す」というテーマを設けて毎週様々なゲストを招き、日曜の朝にゆったり堅苦しくないトークを中心に番組を構成した。
7時40分から8時00分は、野村友里がナビゲートする箱番組『SARAYA ENJOY! NATURAL STYLE』を放送している。
番組冒頭の平井のあいさつは、堅苦しさをなくするため「おっはよーございます!」である。
番組のエンディングテーマ曲は、スネオヘアーと箭内道彦によるユニットTHE SUNDAY DRIVERSの『THE SUNDAY DRIVERSのテーマ』。

## 放送時間
毎週日曜日 6:00 - 9:00

## ナビゲーター
- 平井理央（2013年4月7日 - 2017年8月27日）
  - 産休に伴い降板。最後の1か月（9月3日 - 9月24日）は直前の時間帯『ZAPPA』のナビゲーター・前田智子が引き続いて担当した。

## 主なコーナー
特記事項がない限り基本的には各コーナー毎に個別にゲストを招きその日のテーマに沿ったトークを行う。
6時台
6:10頃 NAWADAYS
ソーシャルイベント関連のニュース、トピックスの紹介。
6:15頃のWeather Informationの後、ニュースルームの担当アナウンサーとのミニトークコーナーがある。
6:30頃 LISTEN FIRST!
前半は街頭インタビュー、後半はゲストを招いたトークコーナー。
7時台
7:05頃 orgabits FRONTIERS
7:40 - 8:00 SARAYA ENJOY! NATURAL STYLE
ナビゲーター 野村友里
8時台
8:05頃 ENASEVE SOCIAL EVENT & MOVIR TIPS
今週オススメの映画や舞台などの紹介。
8:30頃 OPINION